# Tristachya avenacea
Tristachya avenacea är en gräsart som först beskrevs av Jan Svatopluk Presl, och fick sitt nu gällande namn av Frank Lamson Scribner och Elmer Drew Merrill. Tristachya avenacea ingår i släktet Tristachya och familjen gräs. Inga underarter finns listade i Catalogue of Life.